# 高隆之
高隆之（?—?），本姓徐，字延興。洛陽（今屬河南）人，北齊政治人物。
父徐幹為姑婿高氏所養，因從其姓。高欢认他为弟（《北史》作弟，《北齐书》作从弟）。天平元年（534年）領營構大將軍。累迁并州刺史。东魏初年，为尚书右仆射，主持邺都营建工程。與孫騰、司馬子如、高岳合稱「四貴」，非法專恣。官至太保。高洋小時，高隆之曾对他無禮，高洋取代东魏时，隆之反對。高洋下令把高隆之殴死。赠冀定瀛沧幽五州诸军事、大将军、太尉、太保、冀州刺史、阳夏王，但没有上谥号。后高洋更杀其诸子（《北史》称高隆之被杀诸子为司徒中兵高慧登等二十人，《北齐书》则作高德枢等十余人），高隆之绝嗣。乾明年间，高隆之兄子高子远被立为高隆之的子嗣，袭爵阳夏王。
552年，高隆之受皇帝高洋意旨在全国择地冶炼，在相州牵口冶（今河南安阳水冶镇）监造冶铁炉，开始引水鼓风炼铁制造兵器，被后人尊称为“冶炼老祖”。

## 延伸阅读
[在维基数据编辑]
 《北齊書/卷18》，出自李百药《北齊書》
 《北史·卷054》，出自李延壽《北史》